# Petko Nikołow
Petko Georgiew Nikołow (bułg. Петко Георгиев Николов; ur. 31 lipca 1957 w Botewgradzie) – bułgarski prawnik i urzędnik państwowy, w latach 2016–2022 prezes Urzędu Patentowego Republiki Bułgarii, w latach 2024–2025 minister gospodarki i przemysłu.

## Życiorys
Ukończył studia prawnicze na Uniwersytecie Sofijskim im. św. Klemensa z Ochrydy. Uzyskał magisterium z finansów na Uniwersytecie Wielkotyrnowskim im. Świętych Cyryla i Metodego oraz doktorat z ekonomii i zarządzania na Uniwersytecie Gospodarki Narodowej i Światowej. W 1988 podjął praktykę adwokacką w Sofii. W 2001 został przewodniczącym rady nadzorczej państwowej agencji prywatyzacji. Od 2003 do 2016 pełnił funkcję przewodniczącego Komisji Ochrony Konkurencji. W latach 2016–2022 zajmował stanowisko prezesa Urzędu Patentowego Republiki Bułgarii.
W kwietniu 2024 objął urząd ministra gospodarki i przemysłu w technicznym rządzie Dimityra Gławczewa. Pozostał na tym stanowisku również w utworzonym w sierpniu 2024 drugim gabinecie dotychczasowego premiera, kończąc urzędowanie w styczniu 2025.